# All About Steve

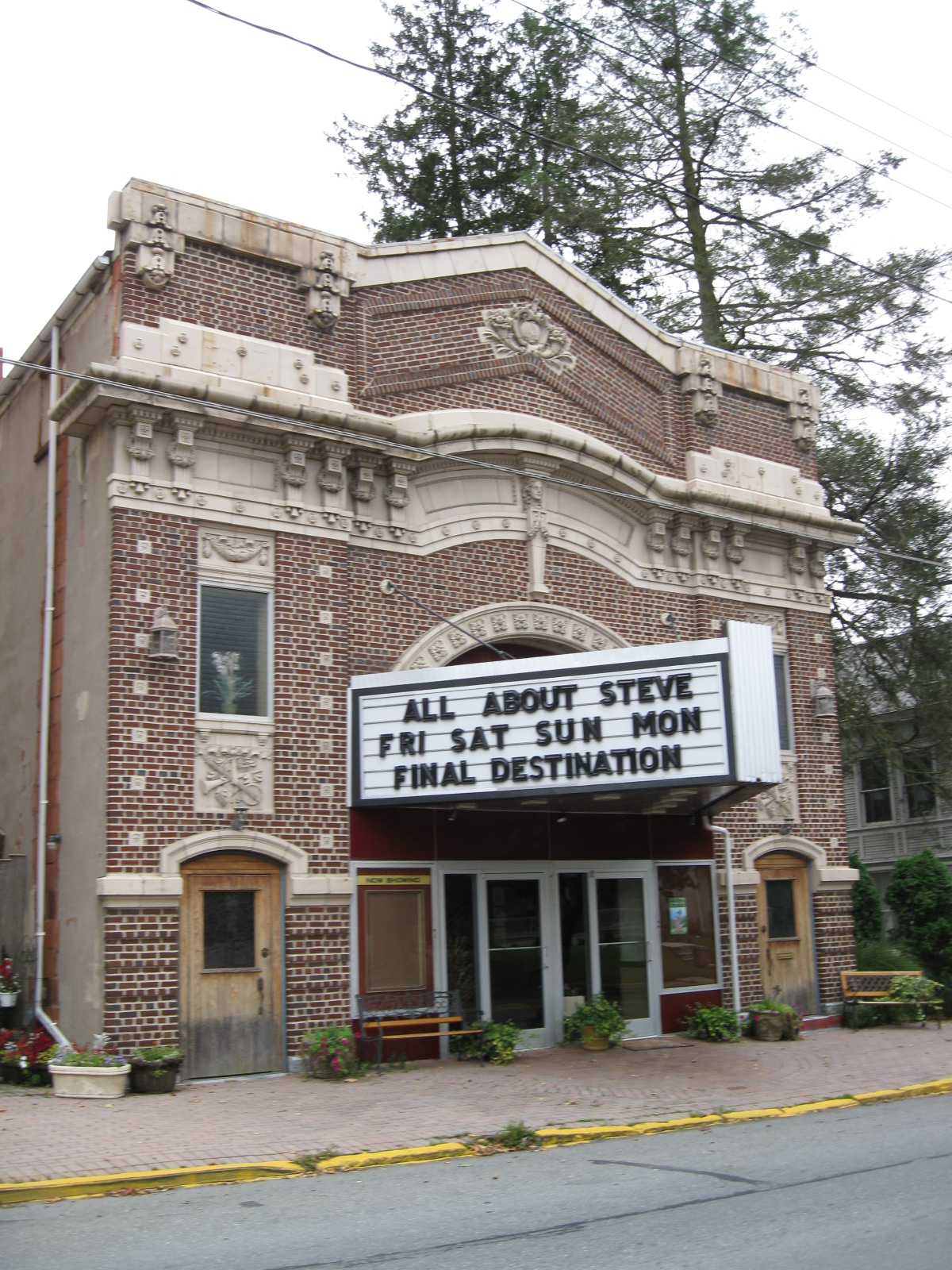
Aankondiging van All About Steve op de bioscoop van Pine Grove, Pennsylvania

All About Steve is een Amerikaanse komedie geregisseerd door Phil Traill. De film ging op 4 september 2009 in wereldpremière in zowel Canada als de Verenigde Staten. Hoofdrolspeelster Sandra Bullock deed hiervoor tevens dienst als producente.

## Verhaal
De kruiswoordpuzzelontwerpster Mary Horowitz (Sandra Bullock) achtervolgt CCN-cameraman Steve Muller (Bradley Cooper), nadat ze er na hun eerste (blind)date van overtuigd is dat hij haar ware liefde is.

## Rolverdeling
| Acteur                | Personage            | Opmerkingen |
| --------------------- | -------------------- | ----------- |
| Sandra Bullock        | Mary Horowitz        |             |
| Thomas Haden Church   | Hartman              |             |
| Bradley Cooper        | Steve                |             |
| Ken Jeong             | Angus                |             |
| DJ Qualls             | Howard               |             |
| Howard Hesseman       | Mr. Horowitz         |             |
| Keith David           | Corbitt              |             |
| Beth Grant            | Mrs. Horowitz        |             |
| Katy Mixon            | Elizabeth            |             |
| Mc Gainey             | Norm                 |             |
| Holmes Osborne        | Soloman              |             |
| Delaney Hamilton      | Klein doof meisje    |             |
| Jason Jones           | Vasquez              |             |
| Carlos Gomez          | Reddingsmedewerker   |             |
| George Sharperson     | Reddingsmedewerker   |             |
| Luenell               | Lydia                |             |
| Christina Carlisi     | Lerares              |             |
| Joe D'angerio         | ABC nieuwsproducent  |             |
| Shanda Laurent        | Buschauffeur         |             |
| Kerri Kenney-Silver   | Mrs. Hancock         |             |
| Stephanie Venditto    | KNYT reporter        |             |
| P.J. Marino           | KNYT geluidstechniek |             |
| Wayne Grace           | Mijn specialist      |             |
| Mickey Giacomazzi     | Brandweerman         |             |
| Noah Munck            | Scholier             |             |
| Bridget Shergalis     | Mini-Mary            |             |
| James Martin Kelly    | Mijnexpert           |             |
| Andrew Caldwell       | Reddingsmedewerker   |             |
| Bryan Moore           | Assistent            |             |
| Rachel Sterling       | Booby de botanicus   |             |
| Jackie Johnson        | CCN-weerman          |             |
| Regino Montes         | Onderhoudsjongen     |             |
| Elliot Cho            | Daniel               |             |
| Justin Grafman        | Dove jongen          |             |
| Joy Darash            | Hipster              |             |
| Jordan Green          | Kind                 |             |
| Geraldo Rivera        | Zichzelf             |             |
| Beverly Polcyn        | Oude vrouw           |             |
| Misha Di Bono         | Paula                |             |
| Dori Kancher          | Bediende             |             |
| Bone Hampton          | Bewaker              |             |
| Hari Kondabolu        | Kruiswoordpuzzelman  |             |
| Jordan Morris         | Winston              |             |
| Dorie Barton          | Reporter             |             |
| Patrick Brown         | Reporter             |             |
| Alvera de Leon        | Reporter             |             |
| Gillian Vigman        | Nieuwreporter        |             |
| Michael Joseph Carr   | BBC-reporter         |             |
| Larry Dorf            | MSNBC reporter       |             |
| Darcy Fowers          | Gastexpert           |             |
| Charlyne Yi           | Demonstrant          |             |
| Tyrone Giordano       | Vader                |             |
| Hollie Stenson        | Reporter             |             |
| Paul Beller III       | Brandweerman         |             |
| Kurt Ela              | Reporter             |             |
| Kelli Kirkland Powers | Recepionist          |             |
| Lucy Davis            | Patient              |             |

## Prijzen en nominaties
De film kreeg vijf nominaties voor een Golden Raspberry Award. Daarvan won de film er twee: die voor slechtste filmkoppel en voor slechtste actrice. Sandra Bullock kwam de prijs persoonlijk ophalen, en deelde daarbij DVD's van de film uit aan het publiek. Daarbij beloofde ze het volgende jaar terug te komen als iedereen de moeite nam om de film ook echt te bekijken.